# Гонщики (фільм, 1972)
«Гонщики» (рос. «Гонщики») — російський радянський художній фільм, знятий в 1972 році режисером Ігорем Масленниковим.

## Зміст
Іван Кукушкін і Микола Сергачев – два автогонщики, які спільно виступали на багатьох авторалі, дружили і підтримували один одного. Та всього лише один інцидент руйнує їхні відносини. Тепер вони відмовляються виступати спільно, незважаючи на тренера команди, який проти розпаду злагодженого дуету. Їм належить битися на дуже важливому змаганні.

## Ролі
- Євген Леонов — Іван Михайлович Кукушкін, «дядя Ваня», «папа Римський»
- Олег Янковський — Микола Миколайович Сергачев
- Лариса Лужина — Люся Кукушкіна
- Армен Джигарханян — Вартан Вартанович
- Леонхард Мерзін — Бруно Лоренс
- Микола Ферапонтов — Спіцин, першорозрядник
- Борис Аракелов — Петя
- Андрій Грецов
- Нодар Піранішвилі
- Михайло Васильєв — господар машини
- Надія Карпушина — дружина Спіцина
- Андрій Леонов — Миколка, син Кукушкіних
- Галина Чигинський — епізод
- Ніна Ільїна — Свєта
- Ааре Лаанеметс — помічник Лоренса
- Петрова, Любов — епізод
- Ольга Ролич — епізод
- Попов Святослав Іванович — Капітан далекого плавання

## Технічні дані
- Виробництво: Ленфільм
- Художній фільм, односерійний, широкоформатний, кольоровий

## Цікаві факти
У фільмі брали участь майстри спорту:
| - Ю. Івін - Я. Агішев - В. Бубнов - І. Гальперін - А. Іпатенко | - А. Матвієв - А. Печонкін - Е. Сингурінді - Г. Хольм - В. Щавелєв |

Двоє з них, В. Бубнов і Г. Хольм, двома роками раніше виступали на «Москвичах-412» в ралі «Лондон-Мехіко» 1970 році.
- У фільмі роль сина Кукушкіних виконує Андрій Леонов, син актора Євгенія Леонова. Причому у фільмі роль Кукушкіна-батька виконує Євген Леонов.
- Люся, дружина Кукушкіна, їздить на воістину унікальному автомобілі — «Турист».

## Знімальна група
- Автори сценарію:
  - Ігор Масленніков
  - Йосип Ольшанський
  - Ніна Руднєва
- Режисер - постановник: Ігор Масленніков
- Режисер: Володимир Перов
- Оператори:
  - Володимир Васильєв
  - Фелікс Гілевич
- Художник: Володимир Гасилов
- Композитор: Володимир Дашкевич